# Kleinebersdorf
Kleinebersdorf là một đô thị thuộc huyện Saale-Holzland, trong bang Thüringen, Đức. Đô thị Kleinebersdorf có diện tích 4,01 km².